# BitComet
BitComet — менеджер закачек и клиент для p2p сетей BitTorrent и eDonkey2000, а также для работы с FTP и HTTP протоколами. Работает в операционных системах Windows, macOS, Linux и Android.

## Возможности программы
- Работает через прокси-серверы.
- Поддержка протокола BitTorrent v2.
- Подробная статистика закачки.
- Отсутствие необходимости искать оригинальный .torrent-файл, дабы продолжить начатую ранее закачку.
- Распознаёт Magnet-ссылки, также существует возможность открывать их, имея в наличии лишь хеш-код торрента.
- Предварительный просмотр видеофайлов во время закачки (для этого в настройках программы желательно включить оптимизацию стратегии загрузки).
- Возможность чата с другими пользователями программы.
- Автоматическое отключение питания компьютера после завершения закачек согласно опциям, заданным в настройках.
- Встроенный видеопроигрыватель flv-файлов.
- Надстройка для обновления сторонних программ компьютера.
- Поддержка DHT и обмена пирами.
- Возможность открытия ED2K ссылок (требуется установка специального плагина).
- Имеется функция долгосрочного сидирования, при которой завершённые закачки продолжают сидироваться в фоне, если участник скачивает торрент у которого нет сидов, то BitComet будет запрашивать недостающие хеши файлов трекеру, чтобы найти пиров с таким же содержимым файла, даже если info_hash торрента раздачи отличается.  Таким образом появляется возможность скачать мёртвые раздачи, либо старые версии раздач, но с обновлённым контентом, info_hash которых неизвестен.  Эта технология присуща только BitComet совместимым пирам[2].

## Недостатки
- Наличие рекламы (можно убрать в настройках программы).
- При создании торрент-файла программа добавляет в эту раздачу паддинги — файлы, невидимые пользователям BitComet, но видимых пользователям других торрент-клиентов. Данная функция выключается опцией выравнивания файлов по размерам кусочков при создании торрента. Этот режим используется для нахождения общих файлов, которые можно скачивать/раздавать через скачанные emule/http файлы.[3]
- При использовании DHT в клиенте есть вероятность передачи passkey пользователям сети (уникальный идентификатор пользователя, по которому идёт учёт статистики аккаунта), отключается в настройках .
- Не разрешён к использованию на некоторых трекерах[4].